# Isaak Kann
Isaak Kann (* 1638; † 1701 in Frankfurt am Main) war ein israelitischer Kaufmann und Bankier.

## Leben
Isaak Kann, der vermutlich 1638 geboren wurde, entstammte einer der reichsten und bedeutendsten Familien Frankfurts. Sein Vorfahre Samuel zur Krone, der als Stammvater des Namens Kann gilt, galt vor seinem Tod 1578 als der damals reichste Jude in Frankfurt. Den Namen „Kann“ trug die Familie, nachdem sie das Haus (Weiße) Kanne in der Frankfurter Judengasse erworben hatte. Isaak Kann wird ein großer Ehrgeiz und Wille zur Macht zugeschrieben. Er vermehrte das Vermögen durch verschiedene Handelsgeschäfte, insbesondere mit Juwelen, sowie vielfältigen Darlehens- und Wechselgeschäften. Sein prunkvoller Lebenswandel führte 1681 unter anderem dazu, dass die Hochzeitsfeierlichkeiten seiner Tochter das Missfallen des Rates der Stadt Frankfurt erregten. Überliefert sind seine Rivalitäten mit Abraham Drach, die als Drach-Kannsche-Wirren Bestandteil der Frankfurter Stadtgeschichte wurden. Obwohl Kann in einem 1686 geführten Prozess seinem Gegner unterlag und zu einer Strafe von 100.000 Reichstalern verurteilt wurde, blieb er einer der reichsten und angesehensten Frankfurter Juden. Er starb 1701. Seine Nachfahren betrieben unter verschiedenen Firmennamen bis in die Mitte des 19. Jahrhunderts weiter Bankgeschäfte, ohne dass einer von ihnen ähnlich erfolgreich und angesehen war wie Isaak zu seiner Zeit.